# Рогожников, Федосий Васильевич
Феодосий Васильевич Рогожников (1913—1966) — майор Советской Армии, участник Великой Отечественной войны, Герой Советского Союза (1945).

## Биография
Родился 6 августа 1913 года в деревне Поедуги (ныне — Суксунский район Пермского края).
После окончания пяти классов школы работал в сельском хозяйстве. В 1935—1939 годах проходил службу в Рабоче-крестьянской Красной Армии.
В 1941 году повторно был призван в армию. В том же году он окончил курсы младших лейтенантов. С августа 1941 года — на фронтах Великой Отечественной войны.
К февралю 1945 года гвардии капитан Ф. В. Рогожников командовал танковым батальоном 3-й гвардейской танковой бригады 3-го гвардейского танкового корпуса 70-й армии 2-го Белорусского фронта. Отличился во время освобождения Польши. 26 февраля 1945 года батальон Ф. Рогожникова под Данцигом прорвал немецкую оборону и за четыре последующих дня с боями прошёл более 100 километров, выйдя к берегу Балтийского моря.
Указом Президиума Верховного Совета СССР от 29 июня 1945 года гвардии капитан Феодосий Рогожников был удостоен звания Героя Советского Союза с вручением ордена Ленина и медали «Золотая Звезда».
В 1947 году окончил Ленинградскую высшую офицерскую бронетанковую школу. В том же году в звании майора был уволен в запас. Жил в Ленинграде. Умер в 1966 году. Похоронен в с. Пески Поворинского района Воронежской области.
Был также награждён двумя орденами Красного Знамени и орденом Отечественной войны 1-й степени, рядом медалей, польским Крестом Грюнвальда.